# قلعة سنغ (كوهستان)
قلعة سنغ (بالفارسية: قلعه سنگ) هي قرية تقع في إيران في Kuhestan Rural District. يقدر عدد سكانها بـ 54 نسمة بحسب إحصاء 2016.